# Elias Șaraga

Anticarul Elias Şaraga, împreună cu surugiul lui Cuza Vodă.

Elias Șaraga (n. 1859, Iași – d. decembrie 1939, București) a fost un librar, editor și anticar ieșean de origine evreiască.

## Biografie
Elias Șaraga s-a născut în anul 1859 în orașul Iași. Provenea dintr-o veche familie de tipografi, legători de carte și anticari evrei, predecesorul său fiind Aizig Șaraga (1770-1845), care a avut o legătorie de cărți pe Ulița Bucșinescu, „una dintre cele mai vechi străzi ale Iașilor” și a fost înmormântat în vechiul cimitir ieșean de la Ciurchi. Fiii lui Aizig, David Șaraga (1816-1886) și Ihil Șaraga (1819-1879), au continuat îndeletnicirea tatălui lor, după înființarea Tipografiei Buciumului Român în anul 1850. Apoi, la rândul lor, fiii lui Ihil Șaraga, Samoil Șaraga (1857-1906), Elias Șaraga (1859-1939), și Aizic Șaraga (1871- ?), au urmat această profesiune.
Elias Șaraga a început meseria ca buchinist - vânzător de cărți în iarmaroace și pe străzi - așezând o măsuță într-o boltă din dughenile Pașcanu, unde aduna vechi manuscrise, tipărituri și timbre.
Librarii Șaraga colindau târgurile și iarmaroacele pentru a vinde cărți de literatură populară, înființând în anul 1884 Editura „Frații Șaraga”, numită apoi „Librăria Școalelor”, care poate fi considerată o predecesoare a „Bibliotecii pentru toți”. Eu au editat printre altele: Povești, Amintiri din copilărie și Anecdote de Ion Creangă (prima ediție în anul 1890, imediat după moartea scriitorului), cărți de Alexandru Vlahuță, Mihai Eminescu, A.D. Xenopol, Dimitrie Bolintineanu, I.L. Caragiale, Vasile Conta, etc. A preluat apoi tipografia lui Th. Codrescu, înființând Stabilimentul grafic Miron Costin, pe strada Golia nr. 54.
Pentru ca toată lumea să aibă acces la cărți, a inițiat cunoscutele și apreciatele „Colecțiune de 1 leu” (1893), unde au fost editate 70 volume ieftine, și „Biblioteca de 25 de bani” (1895), editându-se 26 volume. După cum afirma Elias Șaraga, „se știe că ținta principală a colecțiunii noastre este de a da lumină pe lângă producțiunile literare contemporane și operele scriitorilor noștri vechi, punându-le la dispoziția publicului cititor cu un preț infim”.
A donat un număr mare de manuscrise, documente și monede vechi Academiei Române și Muzeului Național de Antichități. În anul 1891, Elias Șaraga devine primul donator de timbre și formulare postale pentru Muzeul Poștei din București. În anul 1906, a donat și călimara cu cerneală folosită în tipografia lui Asachi pentru tipărirea apelurilor Unirii.
De asemenea, a editat un mare număr de medalii comemorative (ocazionate de Aniversarea Academiei Mihăilene, Sfințirea Mitropoliei, Cucerirea Griviței, Aniversarea lui Cuza Vodă, Comemorarea a 20 de ani de la moartea poetului Mihai Eminescu etc.). Pentru aceste fapte, i s-a conferit medalia de aur „Serviciul credincios” (1888) ca „recompensă pentru donațiunile de documente, manuscrise și monede vechi ce au făcut Academiei Române și Muzeului Național” și apoi „Meritul Cultural” în iulie 1939, pentru întreaga sa activitate editorial-cultural-literară.
În perioada interbelică a suferit unele persecuții, datorate originii sale evreiești. Rămas singur în Iași, după ce copiii săi s-au mutat la București și fiind bătrân, a lichidat tipografia din strada Lăpușneanu în anul 1932 și s-a retras în capitală. A revenit în decembrie 1939 în orașul Iași, pentru a fi înmormântat în cimitirul evreiesc din Păcurari, conform dorinței sale testamentare.
În semn de omagiu, Romfilatelia a emis o carte poștală dedicată memoriei sale.